# Dennis Genpo Merzel

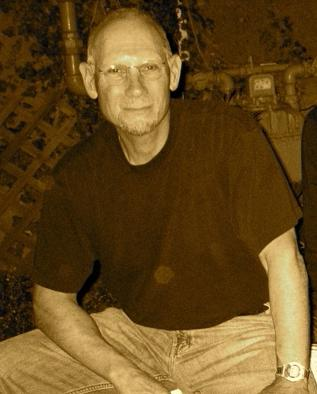
Dennis Merzel

Dennis Genpo Merzel (3 juni 1944) is een Amerikaanse Zen-leraar. Hij is de oprichter van de Kanzeon Sangha, een internationaal netwerk van Zen-scholen.

## Biografie
Dennis Merzel komt uit een Joods gezin in Brooklyn, waar religie geen grote rol speelde. Zijn grootvader was rabbi. Hij heeft een Master's Degree in "Educational Administration" en was schoolmeester.
Op zijn 26ste, tijdens een chaotische periode in zijn leven, stelde hij zichzelf de vraag "Waar ben ik thuis?". Deze vraag liet hem niet meer los, en leidde tot "een diepe en ontroerende ervaring van verbondenheid en eenheid met heel het bestaan". Zoekend naar een kader om deze ervaring te plaatsen kwam hij uit bij Zen, en leerde Maezumi roshi kennen.
In 1972 begin hij zijn training bij Taizan Maezumi Roshi, en in 1980 ontving hij dharma-overdracht van Taizan Maezumi Roshi. In 1984 richtte hij de Kanzeon Sangha op. In 1999 ontwikkelde hij het Big Mind proces, een vorm van Inner Voice Dialogue.

## Kritieken
In februari 2011 deed Dennis Merzel afstand van zijn functie als Zen priester in de White Plum Sangha, na het bekend worden van buitenechtelijke affaires. Zijn rol als Zen-leraar is fel bekritiseerd. Desondanks speelt Dennis Merzel een belangrijke en zeer gewaardeerde rol in zijn sangha.

## Lineage

### Leraren
Dharma-overdracht ontvangen van:
- Taizan Maezumi

### Leerlingen
Dharma-overdracht aan:
- Catherine Genno Pagès (1992), Dana Zen Center, Parijs, Frankrijk
- John Shodo Flatt (1994, overleden), Verenigd Koninkrijk
- Anton Tenkei Coppens (1996), Zen River, Nederland
- Malgosia Jiho Braunek (2003, overleden), Kandzeon Sangha, Warschau, Polen
- Daniel Doen Silberberg (2003), Lost Coin Zen, San Francisco, Verenigde Staten
- Nico Sojun Tydeman (2004), Zen Centrum Amsterdam
- Nancy Genshin Gabrysch (2006), Verenigd Koninkrijk
- Diane Musho Hamilton (2006), Boulder Mountain Zendo, Utah, Verenigde Staten
- Michael Mugaku Zimmerman (2006), Boulder Mountain Zendo, Utah, Verenigde Staten
- Rich Taido Christofferson (2007), Seattle, Washington, Verenigde Staten
- Michel Genko Dubois (2007), L'Association Dana, Frankrijk
- Tamara Myoho Gabrysch (2008), Zen River, Nederland
- Maurice Shonen Knegtel (2009), Izen, Nederland
- KC Kyozen Sato (2009), Salt Lake City, Utah, Verenigde Staten
- Judi Kanchi Warren (2010, overleden)
- Mark Daitoku Esterman (2014), Salt Lake Zen Group, Utah, Verenigde Staten
- Mary Ellen Seien Sloan (2017), Salt Lake City, Utah, Verenigde Staten
- Christian Jikishin von Wolkahof (2018), Dusseldorf, Duitsland
- Lynn Shozen Holbrook (2019), Salt Lake City, Utah, Verenigde Staten
- Stefan Kenjitsu Coppens (2019), Kanzeon Zen Centrum, Nederland
- Krzysztof Furyu Leśniak (2019), Lublin, Polen
- Hank Yoshin Malinowski (2019), Amsterdam, Nederland
- Jacqueline Shosui Wellenstein (2019), Voorburg, Nederland

Inka-overdracht aan:
- John Daido Loori (overleden), Zen Mountain Monastery, New York, Verenigde Staten
- Catherine Genno Pages, Dana Zen Center, Paris, Frankrijk
- Anton Tenkei Coppens, Zen River, Nederland
- Jan Chozen Bays, Zen Community of Oregon, Verenigde Staten
- Charles Tenshin Fletcher, Yokoji Zen Mountain Center, Idyllwild, California, Verenigde Staten
- Nicolee Jikyo McMahon, Three Treasures Zen Community, San Diego County, California, Verenigde Staten
- Susan Myoyu Anderson, Great Plains Zen Center, Wisconsin and Illinois, Great Wave Zen Sangha, Michigan, Verenigde Staten
- Sydney Musai Walters, Prajna Zendo, Lamy, New Mexico, Verenigde Staten
- Malgosia Jiho Braunek (deceased), Kandzeon Sangha, Warschau, Polen
- Nancy Genshin Gabrysch, Kannon-ji Temple, Bilsborrow, Verenigd Koninkrijk
- Daniel Doen Silberberg (2003), Lost Coin Zen, San Francisco, Verenigde Staten
- Maurice Shonen Knegtel, Izen, Nederland
- Tamara Myoho Gabrysch, Zen River, Nederland
- Nico Sojun Tydeman, Zen Centrum Amsterdam, Nederland
- Rein Konpo Kaales, White Cloud Zen, Idaho, Verenigde Staten

## Verder lezen
- Big Mind, Big Heart. Vrij functioneren door zelfonderzoek: een praktische methode (2010). ISBN 9789056701895